# Момчилград (община)
Община Момчилград се намира в Южна България и е една от съставните общини на област Кърджали.

## География

### Географско положение, граници, големина
Общината е разположена в централната част на област Кърджали. С площта си от 358,124 km2 заема 4-то място сред 7-те общините на областта, което съставлява 11,15% от територията на областта. Границите ѝ са следните:
- на север – община Кърджали (14 km);
- на изток – община Крумовград (30 km);
- на юг – община Кирково (36 km);
- на запад – община Джебел (17 km).

### Природни ресурси

#### Релеф
Релефът на община Момчилград е ниско планински и хълмист. Тя се намира изцяло в пределите Източните Родопи. Над 90% от територията ѝ се заема от Стръмни рид, който е посока на простиране от юг на север. Максималната му височина и най-висока точка на общината е едноименният му връх Стръмни рид (960 m), разположен западно от село Ралица. Северните части на рида носят името Бойник планина (връх Свети Илия, 879 m) и завършват до южния бряг на язовир „Студен кладенец“. Тук върху водното огледало на язовира е и най-ниската точка на общината – 225 m н.в. (кота преливник).
Останалите около 10% от територията на общината, в западната ѝ част са заети от широката и плодородна долина на река Върбица, която в района на общинския център град Момчилград образува голямо долинно разширение.

#### Води
Основна водна артерия на общината е долното течение на река Върбица. Тя навлиза в общината южно от село Птичар, тече на север през западната ѝ периферия, минава западно от град Момчилград и се влива от юг в язовир „Студен кладенец“ северно от село Летовник. Североизточните части на общината се отводняват от река Големица. Тя води началото си от района на село Ауста, тече на север между Стръмни рид на запад и Бойник планина на изток и се влива в язовир „Студен кладенец“ северно от село Момина сълза. В района на село Нановица реката образува малко долинно разширение. Югоизточните части на община Момчилград принадлежат към водосборния басейн на река Крумовица (десен приток на Арда). Те се отводняват от горните течения на левите ѝ притоци реките: Елбасандере (Ветрица) и Кутлуджадере.

## Население

### Етнически състав (2011)
Численост и дял на етническите групи според преброяването на населението през 2011 г.:
|                     | Численост | Дял (в %) |
| Общо                | 16 263    | 100,00    |
| Българи             | 1518      | 9,33      |
| Турци               | 12 049    | 74,09     |
| Цигани              | 205       | 1,26      |
| Други               | 25        | 0,15      |
| Не се самоопределят | 414       | 2,55      |
| Неотговорили        | 2 052     | 12,62     |

### Населени места
Общината има 49 населени места с общо население 14 353 жители към 7 септември 2021 г.
| Населено място | Население (2021 г.) | Площ на землището km2 | Забележка (старо име)                            | Населено място    | Население (2021 г.) | Площ на землището km2 | Забележка (старо име)               |
| -------------- | ------------------- | --------------------- | ------------------------------------------------ | ----------------- | ------------------- | --------------------- | ----------------------------------- |
| Ауста          | 175                 | 6,026                 |                                                  | Неофит Бозвелиево | 244                 | 8,705                 | Алфатлъ                             |
| Багрянка       | 341                 | 3,782                 | Бояджилар                                        | Обичник           | 13                  | 3,773                 | Олхамурлу                           |
| Балабаново     | 135                 | 10,628                | Балабанлъ                                        | Пазарци           | 185                 | 6,821                 | Пазарлар                            |
| Биволяне       | 114                 | 15,014                | Мандаджилар                                      | Пиявец            | 61                  | 5,455                 | Сюйлум                              |
| Врело          | 114                 | 12,826                | Курт кьой                                        | Плешинци          | 38                  | 4,143                 | Кел оглар                           |
| Върхари        | 138                 | 4,567                 | Юзбек, Юзбеци                                    | Постник           | 162                 | 18,352                | Ахат баба                           |
| Горско Дюлево  | 51                  | 14,946                | Джебел айвалъ                                    | Прогрес           | 297                 | 3,124                 |                                     |
| Груево         | 591                 | 10,302                | Хайранлар                                        | Птичар            | 259                 | 11,782                | Ахатлъ                              |
| Гургулица      | 38                  | 25,766                | Арабаджии                                        | Равен             | 263                 | 11,681                | Ени Джумая, Урлар                   |
| Девинци        | 93                  | -                     | в з-щето на с. Постник                           | Ралица            | 34                  | 4,694                 | Рахимлъ                             |
| Джелепско      | 190                 | 6,201                 | Джелеплер                                        | Садовица          | 37                  | 4,710                 | Баш кашлъ                           |
| Друмче         | 15                  | 3,585                 | Гьочилер                                         | Свобода           | 85                  | 4,848                 | Шикимлер, Облак                     |
| Загорско       | 135                 | 5,624                 | Сулумлу                                          | Седефче           | 150                 | 6,602                 | Сапханлъ                            |
| Звездел        | 368                 | 7,960                 | Гьок Виран                                       | Седлари           | 222                 | 2,366                 | Семерджилер                         |
| Каменец        | 25                  | -                     | Бекташлер, Бекташи, в з-щето на с. Горско Дюлево | Сенце             | 31                  | 6,077                 |                                     |
| Карамфил       | 238                 | 5,782                 | Кулфалъ                                          | Синделци          | 287                 | 11,674                | Синдели                             |
| Конче          | 184                 | 6,871                 | Ат алан                                          | Соколино          | 386                 | 8,446                 | Атмаджилар                          |
| Кос            | 78                  | 2,929                 | Дере кьой                                        | Сярци             | -                   | -                     | Мачиклар, в з-щето на с. Балабаново |
| Кременец       | 37                  | 5,967                 | Чакмаклар, Чакмаци                               | Татул             | 67                  | 6,106                 | Аджиолук                            |
| Лале           | 190                 | 4,964                 | Кара кьой                                        | Чайка             | 200                 | 7,665                 |                                     |
| Летовник       | 27                  | 9,456                 | Язла                                             | Чобанка           | 200                 | 6,657                 | Едри дере                           |
| Манчево        | 1                   | 4,618                 | Солук дал                                        | Чомаково          | 24                  | 6,085                 | Къшла                               |
| Момина сълза   | 16                  | 6,195                 | Кус кьой                                         | Чуково            | 163                 | 12,916                | Токмаклъ дере                       |
| Момчилград     | 7195                | 16,198                | Мъстанли                                         | Юнаци             | -                   | -                     | Аладън, в з-щето на с. Чуково       |
| Нановица       | 456                 | 5,235                 | Али бей канагъ                                   | ОБЩО              | 14353               | 358,124               | 4 населени места са без землища     |

## Административно-териториални промени
- МЗ № 3225/обн. 21.09.1934 г. – преименува с. Гьок Виран на с. Звездел;

– преименува гр. Мъстанли на гр. Момчилград;
– преименува м. Али бей канагъ на м. Нановица;
- МЗ № 3775/обн. 07.12.1934 г. – преименува с. Бояджилар на с. Багрянка;

– преименува с. Балабанлъ на с. Балабаново;
– преименува с. Бекташлер на с. Бекташ;
– преименува с. Мандаджилар на с. Биволяне;
– преименува с. Ташкънлар на с. Врело;
– преименува с. Джебел айвалъ на с. Горско Дюлево;
– преименува с. Хайранлар на с. Груево;
– преименува с. Арабаджии на с. Гургулица;
– преименува с. Джелеплер на с. Джелепско;
– преименува с. Гьочилер на с. Друмче;
– преименува с. Сулумлу на с. Загорско;
– преименува с. Кулфалъ на с. Карамфил;
– преименува с. Емирлер на с. Кнезово;
– преименува с. Ат алан на с. Конче;
– преименува с. Дере кьой на с. Кос;
– преименува с. Кара кьой на с. Лале;
– преименува с. Язла на с. Летовник;
– преименува с. Солук дал на с. Манчево;
– преименува с. Кус кьой на с. Момина сълза;
– преименува с. Алфатлъ на с. Неофит Бозвелиево;
– преименува с. Олхамурлу на с. Обичник;
– преименува с. Пазарлар на с. Пазарци;
– преименува с. Сюйлум на с. Пиявец;
– преименува с. Кел оглар на с. Плешинци;
– преименува с. Ахат баба на с. Постник;
– преименува с. Ахатлъ на с. Птичар;
– преименува с. Ени Джумая (Урлар) на с. Равен;
– преименува с. Рахимлъ на с. Ралица;
– преименува с. Баш кашлъ на с. Садовица;
– преименува с. Сарханлъ на с. Седефче;
– преименува с. Семерджилер на с. Седлари;
– преименува с. Синдеби на с. Синделци;
– преименува с. Атмаджилар на с. Соколино;
– преименува с. Мачиклар на с. Сярци;
– преименува с. Аджиолук на с. Татул;
– преименува с. Чакмаклар на с. Чакмаци;
– преименува с. Едри дере (Едирханлу) на с. Чобанка;
– преименува с. Къшла на с. Чомаково;
– преименува с. Токмаклъ дере на с. Чуково;
– преименува с. Юзбек на с. Юзбеци;
– преименува с. Аладън на с. Юнаци;
- МЗ № 3076/обн. 23.09.1940 г. – заличава с. Кнезово и го присъединява като квартал на с. Каменец;
- Указ № 232/обн. 26.03.1968 г. – признава м. Нановица за с. Нановица;

– признава н.м. Шикимлер (от с. Груево) за отделно населено място – с. Свобода;
– признава н.м. Кара кьой за отделно населено място – с. Чайка;
- Указ № 409/обн. 27.03.1981 г. – преименува с. Юзбеци на с. Върхари;

– преименува с. Бекташи на с. Каменец;
– преименува с. Чакмаци на с. Кременец;
- Указ № 583/обн. 14.04.1981 г. – признава н.м. Сенце (от с. Пиявец) за отделно населено място – с. Сенце;
- Указ № 970/обн. 04.04.1986 г. – признава н.м. Прогрес (от с. Багрянка) за отделно населено място – с. Прогрес;
- Указ № 327/обн. 28.09.1996 г. – признава н.м. Девинци за отделно населено място – с. Девинци.

## Природни и исторически забележителности, туризъм
Община Момчилград притежава неповторим и уникален природен потенциал и богата история, които са предпоставка за развитие на разнообразни форми на алтернативен туризъм.
Районът крие красиви водопади, скални проломи и феномени, комплекси с тракийски ниши и светилища, изоставени махали с невероятни къщи сред чудна и тайнствена природа. Атмосферата е загадъчна и величествена, а усещането – божествено. Това е край, който е съхранил спомена за древни цивилизации, култове и традиции, за митични богове и герои, оставили следите си в историческата памет на тази земя.
Наричат я „земя на скалните хора“ – древните траки, които са оставили уникални свидетелства за своето съществуване чрез многобройните паметници на мегалитната култура – светилището при село Татул, тракийските скални ниши при селата Чуково, Чомаково и Равен, скално изсеченото светилище „Харман кая“ при село Биволяне, останките от селищни могили, гробници и крепости. Това обуславя изключителни възможности за развитие на културно-исторически туризъм.
Разнообразието на редки и красиви растения, на птици и животни, както и топлия климат, превръщат региона в завладяващо място с леко загадъчна и екзотична красота и неподправен чар, осигурявайки на туристите незабравими преживявания при посещенията на природния резерват „Боровец“, живописния язовир „Студен кладенец“ и местността „Юмрук кая“, природния феномен „Вкаменената гора“ и връх „Дамбалъ“. Богатството на всичко това пренася посетителите в един друг свят – на спокойствие, хармония и красота, които предлага екотуризма.
Автентичният родопски бит, местните занаяти, запазените стари обичаи и традиции, красивите стари къщи, гостоприемството на местните хора и вкусните ястия разкриват очарованието на селския туризъм.
Не на последно място за любителите на ловния и риболовен туризъм има добри условия в региона. Река Върбица е богата на черна мряна, скобар и речен кефал, а във водите на язовир „Студен кладенец“ се срещат сомове с огромни размери. В еленовото стопанство, на площ от около 1000 декара живеят стотици благородни елени, елени лопатари, както и много други представители на фауната.

## Транспорт
През територията на общината преминава участък от 19,8 km от трасето на жп линията Русе – Горна Оряховица – Стара Загора – Димитровград – Подкова.
През общината преминават изцяло или частично 4 пътя от Републиканската пътна мрежа на България с обща дължина 76,1 km:
- участък от 16,6 km от Републикански път I-5 (от km 350,7 до km 367,3);
- началният участък от 23,4 km от Републикански път II-59 (от km 0 до km 23,4);
- целият участък от 28 km от Републикански път III-5901;
- началният участък от 8,1 km от Републикански път III-5902 (от km 0 до km 8,1).

В западната част на община Момчилград, през общинския център град Момчилград преминава и участък от 18,7 km (от km 350,7 до km 369,4) от старото трасе на Републикански път I-5, с което дължината на Републиканската пътна мрежа в общината става 94,8 km.

## Топографска карта
- Лист от карта K-35-87. Мащаб: 1 : 100 000.
- Лист от карта K-35-88. Мащаб: 1 : 100 000.